# ISO 216
La norma ISO 216 especifica l'estàndard tècnic de mides de paper utilitzat a molts països del món. És l'estàndard que defineix la coneguda mida de paper A4. La sèrie B i C es fan servir per aplicacions específiques on és menester una mida més gran o més petita que les de la sèrie A, com ara per a sobres. Així, una fulla A4 cap en una carpeta B4 o una maleta o una bossa C4. Antany, cada país o impremta tenia els seus formats, cosa que suposava molts problemes, entre d'altres per a la cooperació tecnològica. Altres formats obsolets o menys utilitzats són per exemple l'infoli i el derivat in quarto, el neerlandès o l'american letter (279,4 x 215,9 mm).
Va ser creat a Alemanya el 1922 i a poc a poc ha conquerit el món 

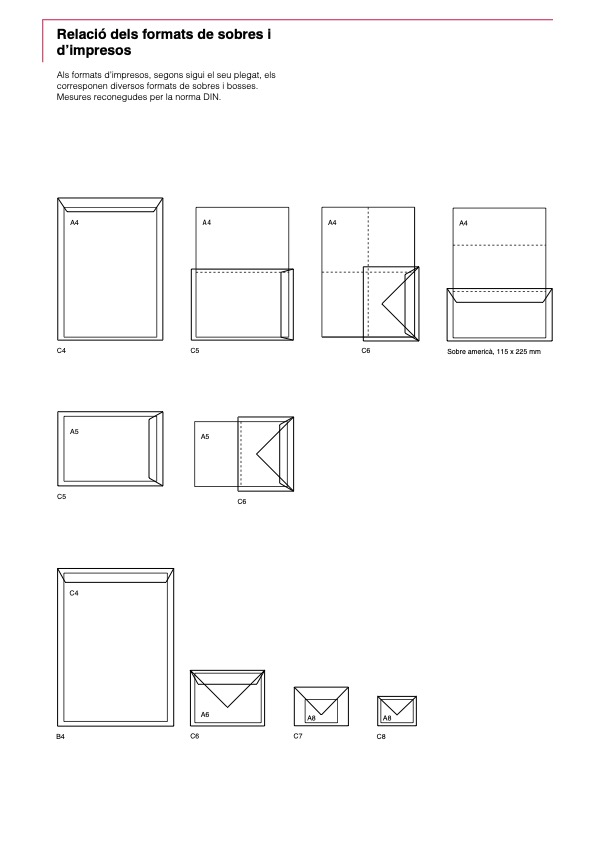
Relació entre la sèrie A i la sèrie B o C

## Formats de paper internacionals (ISO/DIN)
El format base de la sèrie-A és el A0, que té una àrea d'1 metre quadrat i a partir d'aquest s'estableixen A1, A2.... La relació dels dos costats del full DIN és d'1 : 1,4142, o expressat matemàticament: un és a l'arrel quadrada de dos (1 : √2, √2 ≅ 1,4142). Els mil·límetres poden ser arrodonits. Es pot deduir la relació dels costats de √2 de la següent manera: la relació de proporcionalitat dels costats sempre és la mateixa i la mida immediatament superior del costat més ample s'obté duplicant el costat curt. L'amplada del costat curt de la mida següent serà just la mateixa que l'amplada del costat gran inicial. Si s'anomena c la relació dels costats i s'anomena s la longitud del costat curt, s'obté el format s × c⋅s i la mida següent més gran: (c⋅s × 2⋅s). Es pot deduir c:
{\displaystyle {\frac {2\cdot s}{c\cdot s}}=c\Leftrightarrow 2=c^{2}\Leftrightarrow c={\sqrt {2}}}
La relació dels costats és √2.
| Mida                 | amplada | llarg |
| -------------------- | ------- | ----- |
| DIN A0               | 84,1    | 118,9 |
| DIN A1               | 59,4    | 84,1  |
| DIN A2               | 42,0    | 59,4  |
| DIN A3               | 29,7    | 42,0  |
| DIN A4               | 21,0    | 29.7  |
| DIN A5               | 14,8    | 21,0  |
| Mides en centímetres |         |       |

El format del paper DIN A4 és el més comú d'ús.

## Comparació entre la Sèrie A, B i C
|      | Formats de la Sèrie A | Formats de la Sèrie A | Formats de la Sèrie B | Formats de la Sèrie B | Formats de la Sèrie C | Formats de la Sèrie C |
| ---- | --------------------- | --------------------- | --------------------- | --------------------- | --------------------- | --------------------- |
| Mida | mm                    | polzades              | mm                    | polzades              | mm                    | polzades              |
| 0    | 841 × 1189            | 33,1 × 46,8           | 1000 × 1414           | 39,4 × 55,7           | 917 × 1297            | 36,1 × 51,1           |
| 1    | 594 × 841             | 23,4 × 33,1           | 707 × 1000            | 27,8 × 39,4           | 648 × 917             | 25,5 × 36,1           |
| 2    | 420 × 594             | 16,5 × 23,4           | 500 × 707             | 19,7 × 27,8           | 458 × 648             | 18,0 × 25,5           |
| 3    | 297 × 420             | 11,7 × 16,5           | 353 × 500             | 13,9 × 19,7           | 324 × 458             | 12,8 × 18,0           |
| 4    | 210 × 297             | 8,3 × 11,7            | 250 × 353             | 9,8 × 13,9            | 229 × 324             | 9,0 × 12,8            |
| 5    | 148 × 210             | 5,8 × 8,3             | 176 × 250             | 6,9 × 9,8             | 162 × 229             | 6,4 × 9,0             |
| 6    | 105 × 148             | 4,1 × 5,8             | 125 × 176             | 4,9 × 6,9             | 114 × 162             | 4,5 × 6,4             |
| 7    | 74 × 105              | 2,9 × 4,1             | 88 × 125              | 3,5 × 4,9             | 81 × 114              | 3,2 × 4,5             |
| 8    | 52 × 74               | 2,0 × 2,9             | 62 × 88               | 2,4 × 3,5             | 57 × 81               | 2,2 × 3,2             |
| 9    | 37 × 52               | 1,5 × 2,0             | 44 × 62               | 1,7 × 2,4             | 40 × 57               | 1,6 × 2,2             |
| 10   | 26 × 37               | 1,0 × 1,5             | 31 × 44               | 1,2 × 1,7             | 28 × 40               | 1,1 × 1,6             |
|      | Sèrie A               | Sèrie A               | Sèrie B               | Sèrie B               | Sèrie C               | Sèrie C               |

## Història
Abans la industrialització, es feia servir el format del marc de confecció de paper com a la base de la qual derivaven amb un plec l'infoli, dos plecs en quart i després en octau i en setzè. El problema era que cada ciutat tenia el seu sistema de mides i cada manufactura de paper el seu quadre no estandarditzat. Bolonya a Itàlia, centre important de fabricació de paper, és una de les primeres ciutats on hi ha constància d'una normativa sobre el format a la darreria del segle xiv. Per a evitar qualsevulla frau, devers 1389 els quatres formats autoritzats s'hi van gravar en un marbre.
La Revolució Francesa, a més de milers de morts, també havia dut una primera estandardització quan va introduir el sistema decimal i els revolucionaris francesos van imposar el 1794 uns formats basats en la fórmula de Lichtenberg per als documents oficials. A Alemanya al 1910 hi havia un moviment cosmopòlitic que volia estandarditzar a tot el món el treball intel·lectual. En llur concepte, un preliminari era l'estandardització de tots els documents impresos, per a facilitar-ne el bescanvi (sembla un antecessor dels principis de la viquipèdia). El creador del «DIN A4», finalment, va ser l'enginyer berlinès Walter Porstmann, que va recuperar els esborranys oblidats d'un segle abans. De fet, ja el 1786, l'alemany Georg Christoph Lichtenberg va descriure els vantatges de fabricar paper amb la fórmula: llargada = amplada × √2.
La norma internacional ISO 216 que reprèn la norma DIN 476 de l'Institut Alemany de Normalizació, editada el 1922, tracta dels formats de paper i ha estat adoptada per la majoria dels organismes estatals de normalització europeus.
El 1975, la norma alemanya va ser la base de la norma internacional ISO 216 que va ser adoptada a molts països. El març de 2002 va esdevenir la norma europea EN ISO 2016, obligatori en tota la Unió Europea i molts altres països l'han adoptada. Les diferències que hi ha són per les toleràncies acceptades. Paral·lelament hi ha altres mides als Estats Units d'Amèrica i al Canadà, però són menys pràctiques.